# 又兵衛撞擊坑
又兵衛撞擊坑（Matabei）是位於水星上的撞擊坑。該撞擊坑有一組暗色的射紋系統。暗色的射紋系統在水星上不常見，但已有其他的例子被確認，例如信使號第一次飛掠水星後在莫札特撞擊坑發現的暗色系統。莫札特撞擊坑的暗色系統由來的解釋是形成它的撞擊事件發生時，將表面下的暗色物質噴發到表面而形成。而又兵衛撞擊坑的暗色系統可能也是經由類似機制形成。